# Rumba
Die Rumba (ursprünglich Bezeichnung für musikalische Zusammenkünfte der Musikkultur in den kubanischen Städten des 19. Jahrhunderts) ist ein Paartanz kubanischer Herkunft, der etwa seit dem letzten Drittel des 20. Jahrhunderts in vielen Industrieländern zu den Gesellschafts- und Turniertänzen zählt. Die Rumba gehört zu den lateinamerikanischen Tänzen.

## Geschichte
Zu den bekanntesten Vorläufern der Rumba zählt, wie auch beim Tango, die Habanera. Sie wurde in Argentinien zur Milonga (einer Vorläuferin des Tango), während sie in Kuba den Bolero beeinflusste, der mit den auf der Son-Clave basierenden Guarachas und Guajiras das Repertoire der alten kubanischen Trova ausmachte. Miguel Matamoros schuf in den 1920er Jahren den langsameren, ebenfalls auf der Son-Clave beruhenden Bolero-Son und damit die musikalische Grundlage der Rumba.
Eine Verwandtschaft mit der afrokubanischen Rumba ist nicht anzunehmen. Das Wort „Rumba“ steht im Spanischen der Karibik auch allgemein für ein nächtliches Fest oder gemeinsames Musizieren.
Als Modetanz kam die Rumba um 1930 in New York auf, als Don Azpiazús Version von El manisero zum Hit wurde. Rhythmisch vereinfacht gelangte sie Anfang der 1930er Jahre auch nach Europa. Die Nationalsozialisten verboten die Rumba als „entartete Kunst“, aber auch in anderen Ländern ließ das Interesse nach.
Nach dem Zweiten Weltkrieg wurde die Rumba wiederentdeckt, allerdings in zwei vollkommen unterschiedlichen Variationen. Zum einen die nordamerikanisch beeinflusste Square- oder Carrée-Rumba, zum anderen die vom in England lebenden Franzosen Pierre Lavelle propagierte „Rumba im kubanischen Stil“. Dies führte in den Jahren 1956 bis 1958 und 1961 bis 1963 zu heftigen Auseinandersetzungen zwischen England und Frankreich, den sogenannten „Rumbakriegen“, bei denen beide Schulen „ihre“ Rumba international etablieren wollten. Man einigte sich schließlich darauf, beide Varianten zuzulassen. So wurden die langsame Rumba unter dem Namen Square-Rumba in das Welttanzprogramm und die schwierigere Kubanische Rumba 1964 ins Turniertanzprogramm aufgenommen. Im internationalen Tanzsport hat sich mittlerweile der „kubanische Stil“ durchgesetzt (die Bezeichnung sollte nicht darüber hinwegtäuschen, dass es sich auch hier um eine stark europäisierte Form handelt, die sich vom kubanischen, dort Son oder Bolero Son genannten Vorbild in ihrer Charakteristik stark unterscheidet). Inzwischen wird die Square-Rumba in Europa kaum noch unterrichtet – bei Tanzschulanfängern in den USA ist sie jedoch meist noch weit verbreitet.
Historisch abzugrenzen von der Rumba ist der Cha-Cha-Cha, der als künstlerischer Turniertanz tanztechnisch zwar zahlreiche Ähnlichkeiten zur Rumba aufzuweisen hat, aber vom Mambo abstammt.
Ferner abzugrenzen von der Rumba ist die Rumba flamenca, die zusammen mit anderen Flamencotänzen andalusisch-maurische Ursprünge hat.
Rumba wurde vom World Dance Council (WDC) zum Tanz des Jahres 2013 erklärt.

## Charakteristik der Rumba

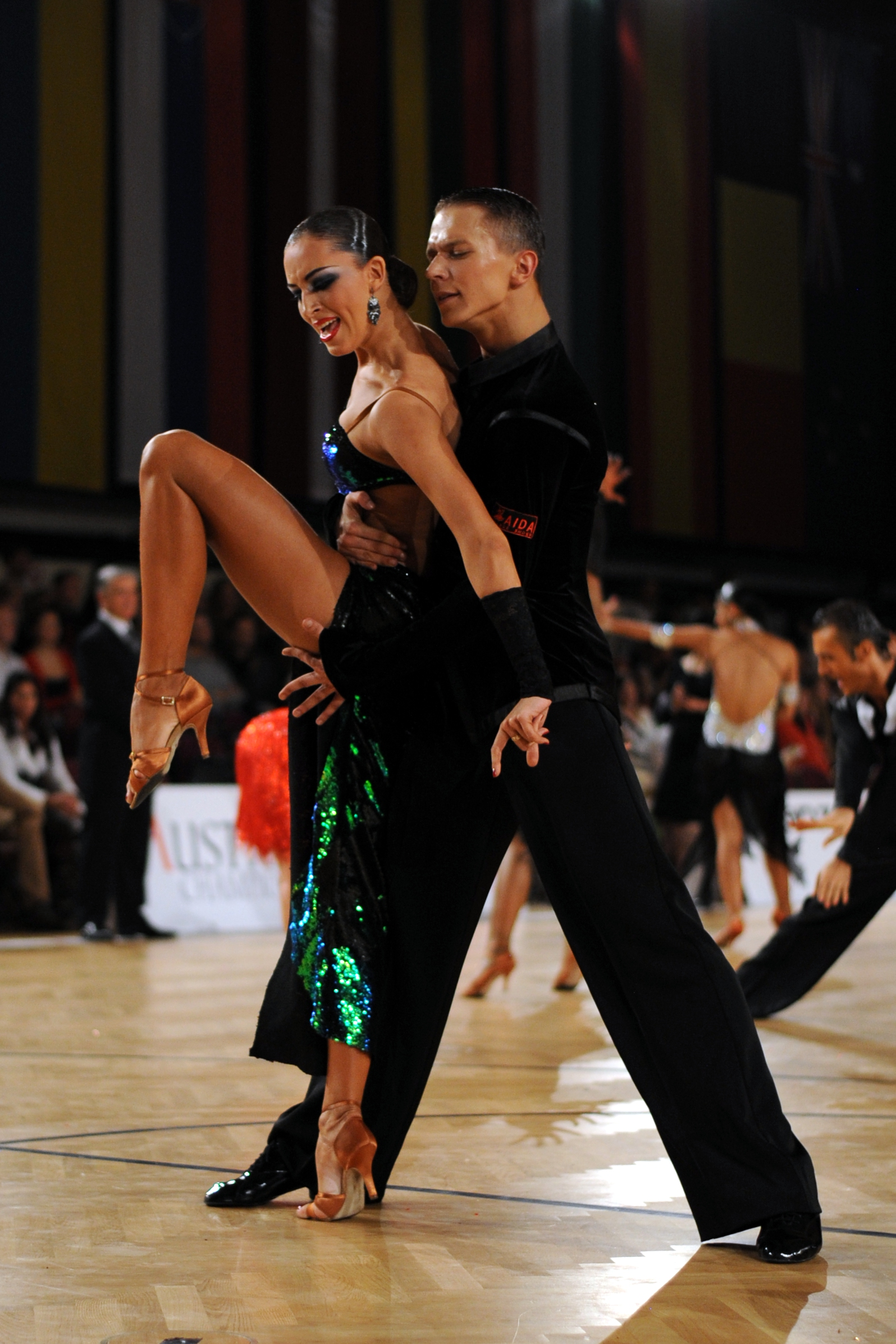
Artem Gaylit und Elizaveta Shibaeva, Belarus, bei der Austrian Open Championships Vienna, 2012

Die besondere künstlerische Charakteristik der Rumba liegt im Spiel zwischen Mann und Frau. In einer gut getanzten Rumba wird intensiv umeinander geworben; im künstlerischen Kontrast dazu werden beide Partner ab und zu fahnenflüchtig und müssen vom anderen zur Rückkehr gelockt werden. Im Vordergrund steht die nonverbale Kommunikation zwischen Mann und Frau. Im Idealfall fühlt sich das Publikum dazu eingeladen, an dieser Kommunikation teilzuhaben, und nimmt am spannenden Flirt zwischen den Tänzern Anteil.
Der World Dance Council (WDC) schreibt für das Rumba-Tempo auf Turnieren 24 Takte pro Minute vor, die World DanceSport Federation (WDSF) 25–27 Takte pro Minute. Der Deutsche Tanzsportverband (DTV), der Österreichische Tanzsportverband (ÖTSV) sowie der Schweizer Tanzsport Verband (STSV) sind jeweils Mitglied des WDSF, daher werden bei Turnieren dieser Verbände ebenfalls die WDSF Tempo-Vorgaben angewendet.
Die Herabsetzung des Tempos in den letzten Jahren hat dazu geführt, dass die Tänzer Details der Musik in ihren Tanz einbeziehen können. Die Musik gibt diese Details in Form komplexer Rhythmen vor, die von zahlreichen Perkussions-Instrumenten erzeugt werden.
Die zwischen den Beats liegenden Percussions werden vor allem für schön ausgetanzte Körperbewegungen genutzt. Hervorzuheben sind hierbei die für Rumba so charakteristischen Hüftbewegungen sowie Verdrehungen des Körpers, bei denen sich Körperteile gegen andere Körperteile wie beim Auswringen eines Schwamms verwinden. Beides unterstützt künstlerisch den werbenden, erotischen Charakter der Rumba.
Anzumerken ist, dass die Rumba zwar im Tempo herabgesetzt wurde, dass sich allerdings einige Elemente, zum Beispiel Drehungen, deutlich beschleunigt haben, um zwischen diesen Momenten blitzschneller Körperbewegung die Ruhe des Flirts zeigen zu können.

## Vergleich mit dem kubanischen Vorbild
Der Rhythmus des Grundschrittes entspricht dem des kubanischen Son bzw. Bolero-Son; das heißt bei einer 2/4-Notierung: Kein Schritt auf das erste Achtel, je ein Schritt auf die übrigen drei Achtel (links-rechts-links bzw. rechts-links-rechts). Im Übrigen unterscheidet sich die Rumba aber im Bewegungsablauf und Ausdruck, in der Art der Abläufe und Figuren, der verwendeten Musik und im Bezug der Bewegung zur Musik stark:
- Die Hüftbewegung geht in der Rumba typischerweise auf der Seite des jeweils belasteten Beines nach außen, während der Oberkörper im Wesentlichen gerade bleibt. Im Son bewegt sich dagegen die Hüfte auf die jeweils entlastete Seite, und der Oberkörper macht eine Gegenbewegung dazu.
- Die im Son wesentliche und mit der Clave korrespondierende Akzentuierung des dritten Schrittes (im 2/4-Takt auf „2 und“) in der gesamten beschriebenen Körperbewegung (Schritt, Hüfte, Oberkörper) ist in der Rumba nicht mehr vorhanden.
- Komplizierte Figurenfolgen, beschleunigte Drehungen, ausschmückende Handbewegungen wie in der Rumba kommen im Son kaum vor. Man bleibt meist in der geschlossenen Haltung, löst sie üblicherweise nur kurz für ein Dile que no oder einfache Drehungen und variiert den Schritt beispielsweise so, dass man sich als Paar seitwärts, vor und zurück, in Kreis- oder Quadratmustern bewegt oder auf der Stelle tanzt, oder auch den Schritt aussetzt und nur die Hüft- und Oberkörperbewegung beibehält.
- Insbesondere Posen mit durchgestreckten Beinen, wie in der Rumba als Turniertanz häufig zu sehen, sind im Son (bzw. in der gesamten Welt kubanischer Folklore- und populärer Tänze) undenkbar.
- Die für die Rumba verwendete Musik hat mit den ursprünglichen kubanischen Rhythmen oft nichts mehr zu tun.